# فرویدن‌اشتات
شهر فرویدن‌اشتات در ایالت بادن-وورتمبرگ در کشور آلمان واقع شده‌است.